# Sauro osztály
A Sauro osztály négy egysége (RN Nazario Sauro, RN Cesare Battisti, RN Daniele Manin, RN Francesco Nullo) az 1920-as évek derekának kisebb méretű olasz rombolói (cacciatorpediniere)  közé tartozott, elkészültükkor saját kategóriájukban korszerű hadihajóknak számítottak. Tulajdonképpen a Quintino Sella osztály megnövelt változatai voltak 4 helyett 6 torpedóvetőcsővel, 0.6 méterrel nagyobb szélességgel, új típusú parancsnoki híddal ellátva. A típus 4 db (2 x 2) L/45 Vickers Terni 1924-es, 120 mm-es ágyúval volt felszerelve, ezek 23 kg-s lövedékeiket 850 m/s torkolati sebesség mellett 15.5 km maximális lőtávolságra tüzelhették 33° csőemelkedés mellett.
A II. világháborúban a Vörös-tengeren, Olasz Kelet-Afrika partjainál állomásoztak a jóval nagyobb méretű Leone osztály egységeivel egyetemben. Közülük 1941-ben valamennyi hajó elsüllyedt.

## Az osztály egységei
A Sauro osztály a 3. Squadrilla (rombolóraj) részét képezte a Vörös-tengeren.
- Cesare Battisti

Névadója Cesare Battisti, az Odero hajógyárban épült, Sestri Ponentében, 1927. április 13-án készült el.
Legénysége 1941. április 3-án elsüllyesztette a Vörös-tengeren.
- Daniele Manin

Névadója Daniele Manin, a CNQ fiumei gyárában épült, 1927. március 1-én állt szolgálatba. 1941.április 3-án brit légitámadás következtében veszett oda.
- Francesco Nullo

Francesco Nullo tiszteletére lett elnevezve, szintén a CNQ fiumei üzemében épült, 1927. április 15-én készült el. 1940. október 21-én hajótörést szenvedett a Harmilk-szigeten a brit HMS Kimberley rombolóval folytatott ütközet után. Másnap a Royal Air Force három Bristol Blenheim bombázója süllyesztette el.
- Nazario Sauro

Névadója az olasz tengerész hős, Nazario Sauro,
az Odero hajógyárban épült, Sestri Ponentében. 1926. szeptember 26-án lépett szolgálatba. 1941. április 3-án brit légitámadás áldozatául esett. 

## Pályafutás
Az osztály egységeit gyarmati szolgálatra szánták, 1935-től Massawában állomásoztak. A II. világháborús olasz hadbalépést követően a Vörös-tengeren és az Indiai-óceánon hajtottak végre harci feladatokat.

### Támadás a brit BN 7 jelű konvoj ellen
A Sauro osztály egységeinek legfontosabb harci bevetése a BN 7 jelű brit konvoj elleni támadás 1940. október 21-én. Az olasz kötelék négy rombolóból állt (két Leone osztályú egység: Leone, Pantera, két Sauro osztályú egység: Francesco Nullo, Nazario Sauro), a konvoj kíséretét az új-zélandi HMNZS Leander könnyűcirkáló, a brit HMS Kimberley romboló és az ausztrál HMAS Yarra szlúp adta. Az olaszok repeszsérüléseket okoztak néhány kereskedelmi hajón, valamint eredménytelenül intéztek két torpedóval támadást az HMAS Yarra ellen. az HMNZS Leander azonban fő fegyverzetéből 126 darab 152 mm-es gránátot lőtt ki az olasz rombolókra, amellyel sikeresen megfutamította őket. A Leone, a Pantera és a Sauro sikeresen vissza tudott vonulni, azonban a Nullo, miközben az HMS Kimberley elől menekült zátonyra futott és hajótörést szenvedett a Hamril-szigeten, ahol később a Royal Air Force Blenheim bombázói elsüllyesztették. Olasz parti ütegek ugyan két telitalálatot értek el az HMS Kimberley-n, de azt az HMNZS Leander sikeresen az Adeni kikötőbe tudta vontatni.[5] 

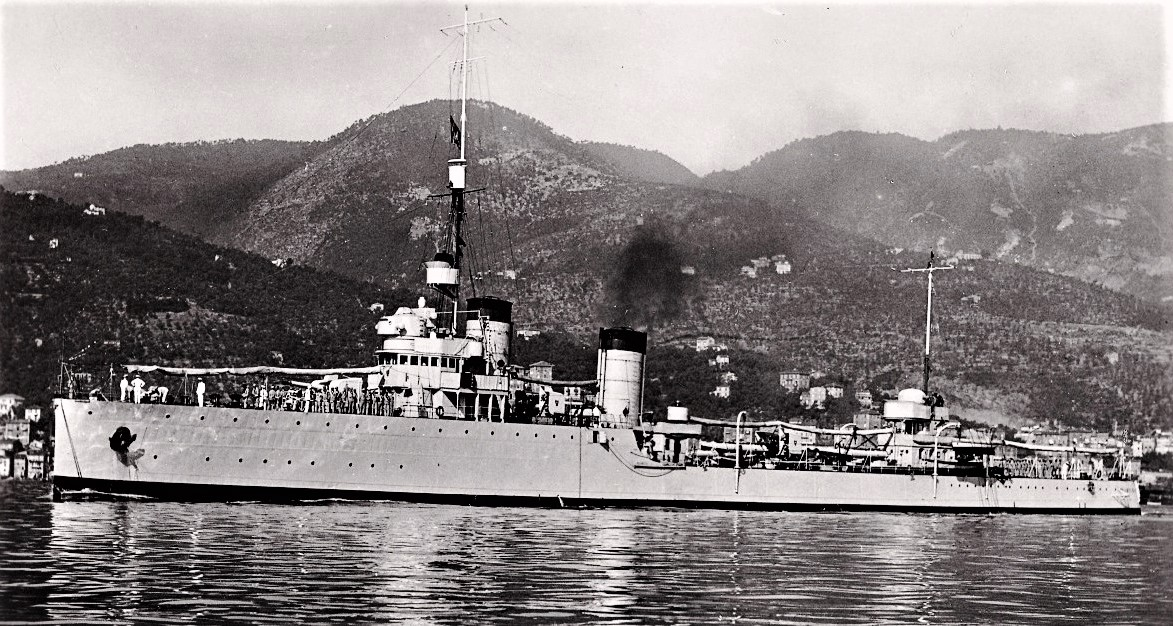
A Leone osztályú 1771 tonnás olasz Pantera romboló, testvérhajója, a Leone, valamint a Nazario Sauro és a Francesco Nullo társaságában vett részt a hadműveletben
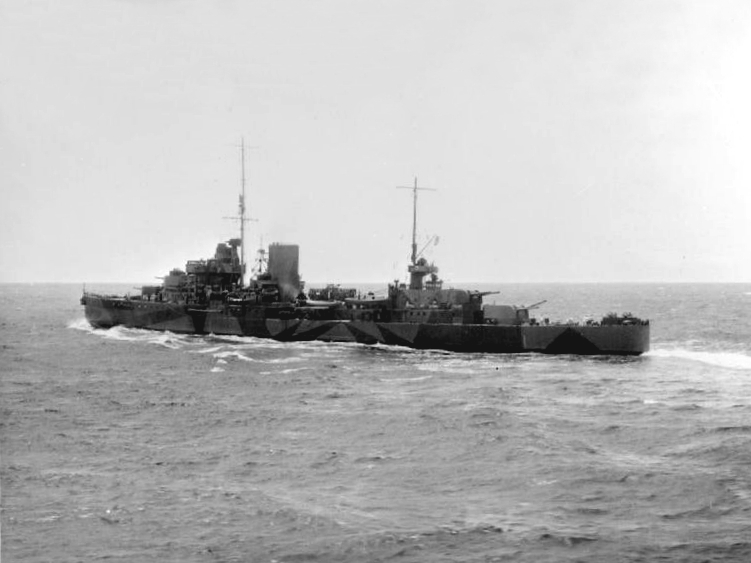
A Leander osztályú, 7270 tonnás brit HMS Leander könnyűcirkáló 1945-ben.
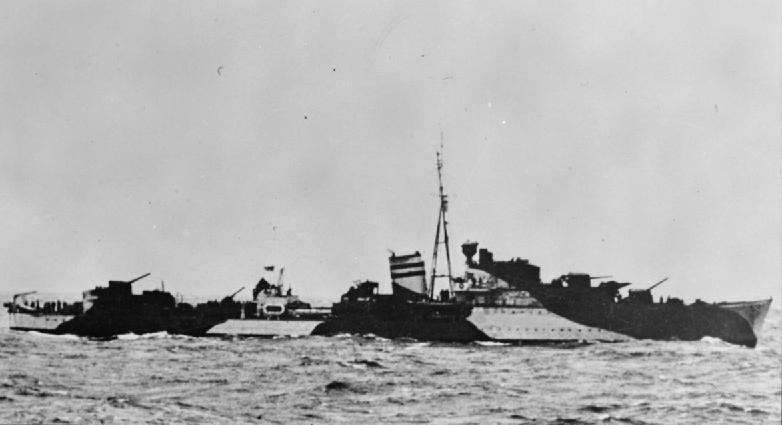
A K osztályú, 1720 tonnás HMS Kimberley brit romboló.
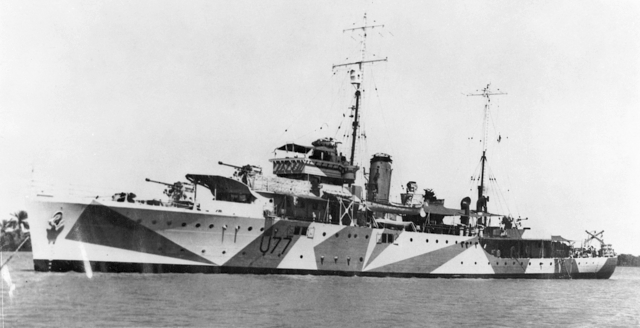
A Grimsby osztályú, 1060 tonnás HMAS Yarra ausztrál szlúp.

### Az osztály végzete
A Sauro osztály három megmaradt egysége a kelet-afrikai szárazföldi hadműveletek végéig Massawában maradt a dokkokban. 1941. április 3-án a kötelék parancsnoka elrendelte, hogy a hajók hajtsanak végre egy utolsó támadást Port Szudán brit kikötője ellen. A kifutott rombolórajt hamarosan felfedezte a brit égi felderítés, a Manin és a Sauro az HMS Eagle repülőgép-hordozó szárazföldi bázisról felszállt Swordfish torpedóvető repülőgépei áldozatául esett, a Battsiti sikeresen elérte az Arab-félszigetet, ahol saját legénysége süllyesztette el.

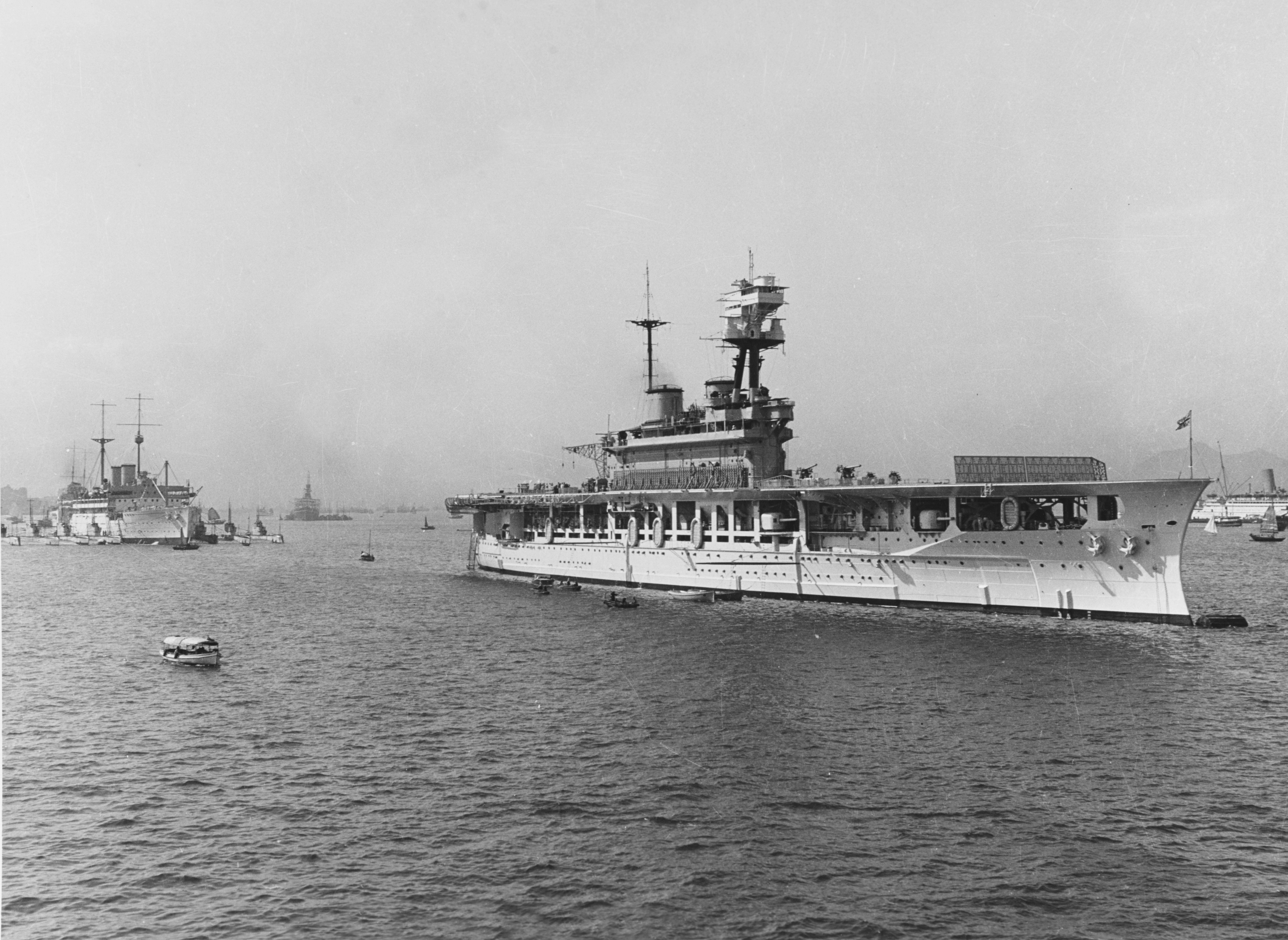
A 22 200 tonnás HMS Eagle brit repülőgép-hordozó az 1930-as években.
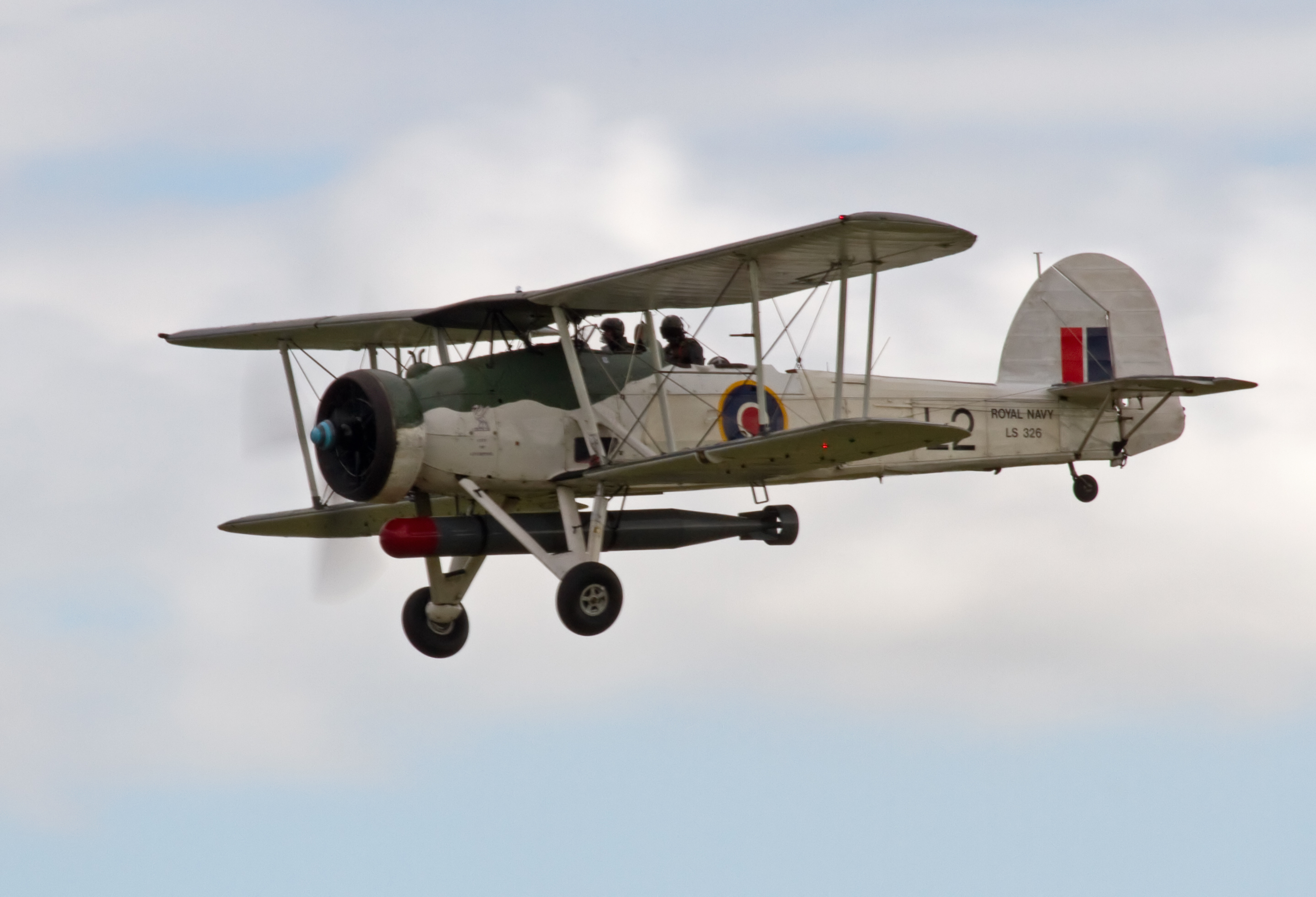
Brit Fairey Swordfish repülőgép. A típus elavult külseje ellenére félelmetesen hatékony torpedóvetőnek bizonyult a II. világháborúban.

## Fordítás
- Ez a szócikk részben vagy egészben  a   Sauro-class destroyer című angol Wikipédia-szócikk fordításán alapul.  Az eredeti cikk szerkesztőit annak laptörténete sorolja fel. Ez a jelzés csupán a megfogalmazás eredetét és a szerzői jogokat jelzi, nem szolgál a cikkben szereplő információk forrásmegjelöléseként.